# Красный Кундуль
Кра́сный Кунду́ль — хутор в Ипатовском районе (городском округе) Ставропольского края Российской Федерации. До 1 мая 2017 года находился в составе сельского поселения Кевсалинский сельсовет.

## География
Расстояние до краевого центра: 93 км. Расстояние до районного центра: 24 км.

## Население
| 1926 | 1989 | 2002 | 2010 | 2014 | 2021 | 2023 |
| ---- | ---- | ---- | ---- | ---- | ---- | ---- |
| 378  | ↘186 | ↘183 | ↘103 | ↘100 | ↘80  | →80  |

По данным переписи 2002 года, 65 % населения — русские.

## Инфраструктура
В хуторе 3 улицы — Верхняя, Красная и Средняя. В 220 м к востоку от населённого пункта расположено общественное открытое кладбище площадью 9 тыс. м².

## Памятники
- Братская могила 180 партизан отряда Трунова, погибших в годы гражданской войны. 1918—1920, 1962 года[13].